# Luasamotu
Luasamotu é um ilhéu do atol de Vaitupu, do país de Tuvalu.